# Línea 554 (Mar del Plata)
La línea 554 es una línea de colectivos del Partido de General Pueyrredón perteneciente a la empresa Transporte 25 de Mayo S.R.L. desde su salida a la calle. Esta línea está identificada con el color rojo.

## Recorrido
Haciendo Click Aquí podrá consultarse el recorrido de la Línea 554.

### Constitución-Jara-Parque Cerrito-Puerto

#### Ida
Antonio Alice - Av. Della Paolera - Cataluña  -  Pelayo - Av. Constitución - Av. Carlos Tejedor - Av. Polonia - Av. Fortunato de La Plaza - Gral. Savio - Lebersohn - Roque Sáenz Peña - Rosales - Juramento - Av. Vertiz - Av. Edison - Magallanes - Av. De Los Pescadores - Marlin - Mariluz 2.

#### Vuelta
Mariluz 2 - Av. Dorrego - Av. De Los Pescadores - 12 de Octubre - Av. Edison - Av. Vertiz - Juramento - Rosales - Arana y Goiri - Esteban Echeverría - Av. Fortunato de La Plaza - Av. Polonia - Av. Carlos Tejedor - Valencia - López y Planes - Av. Constitución - Av. Della Paolera.